# Maki Horikita
Maki Horikita (jap. 堀北 真希 Horikita Maki; ur. 6 października 1988 w Tokio) – japońska aktorka, laureatka nagrody Japońskiej Akademii Filmowej za debiut roku, która 28 lutego 2017 roku ogłosiła zakończenie kariery.

## Życiorys
Horikita urodziła się 6 października 1988 roku w Tokio. Została zauważona, gdy uczęszczała do gimnazjum, co otworzyło jej drzwi do branży rozrywkowej. Jej debiut aktorski miał miejsce w 2003 roku w filmie „Cosmic Rescue”. Następnie zagrała swoją pierwszą główną rolę w dramie „Keitai Deka Zenigata Mai”. Wystąpiła w wielu popularnych produkcjach, w tym dramie „Nobuta wo Produce” u boku Kazuya Kamenashiego i Tomohisy Yamashity oraz w filmie „Tu zawsze świeci słońce”, za który otrzymał nagrodę dla debiutanta podczas gali Japońskiej Akademii Filmowej w 2006 roku.
Zwróciła również na siebie uwagę dzięki swoim pełnym pasji występom w spektaklach teatralnych, takich jak „Joanna d'Arc” i „Wichrowe Wzgórza”. Wystąpiła także w 2008 roku w taiga dramie „Atsuhime”, a w 2012 roku w asadorze „Umechan Sensei”, jednak ku zaskoczeniu wszystkich w 2017 roku zakończyła karierę w show-biznesie.
W 2016 roku, rok po zawarciu związku małżeńskiego z aktorem Kōji Yamamoto, Horikita odeszła z show-biznesu po narodzinach swego pierwszego dziecka. Ich drugie dziecko przyszło na świat w 2019 roku.

## Filmografia

### Dramy
| Rok  | Tytuł | Rola                                     | Stacja telewizyjna | Uwagi                             |
| ---- | --- | ---------------------------------------- | ------------------ | --------------------------------- |
| 2003 | The Case Files of Shopping Surrogate Momoko (買物代行人桃子の事件簿)                                                     | Shiho Hamano                             | Fuji TV            | Jednoodcinkowa drama              |
| 2003 | Koi Suru Nichiyobi (恋する日曜日)                                                                                        | Chikako Yamamoto                         | BS-TBS             | Główna rola, odc. 16              |
| 2003 | Dobutsu no Oisha san (動物のお医者さん)                                                                                  | Uczennica                                | TV Asahi           |                                   |
| 2003 | Mobile Detective Zenigata Mai (ケータイ刑事銭形舞)                                                                       | Mai Zenigata                             | BS-TBS             | Główna rola                       |
| 2003 | 68 Films |                                          | BS Fuji            | Główna rola, odc. 9               |
| 2004 | Igi Ari! (異議あり!女弁護士大岡法江)                                                                                     | Aya Fudezaka                             | TV Asahi           | Odc. 6                            |
| 2004 | Honto ni Atta Kowai Hanashi (ほんとにあった怖い話)                                                                       | Yuka Tamura                              | Fuji TV            | Główna rola, odc. 6               |
| 2004 | Ningen no Shōmei (人間の証明)                                                                                            | Kaori Sayaka                             | Fuji TV            |                                   |
| 2004 | Houkago (放課後) | Mayuko Michida                           | Fuji TV            | Główna rola                       |
| 2005 | Akechi Kogoro vs. Kindaichi Kosuke (明智小五郎対金田一耕)                                                                | Marina Saegusa                           | TV Asahi           | Jednoodcinkowa drama              |
| 2005 | Densha Otoko (電車男 (でんしゃ おとこ))                                                                                  | Aoi Yamada, młodsza siostra Tsuyoshiego  | Fuji TV            |                                   |
| 2005 | Nobuta wo Produce (人間の証明)                                                                                           | Kotani Nobuko / Nobuta                   | NTV                | Główna rola                       |
| 2006 | Tsubasa no Oreta Tenshitachi (翼の折れた天使たち)                                                                        | Yuna                                     | Fuji TV            | Główna rola                       |
| 2006 | Kurosagi (クロサギ) | Tsurara Yoshikawa                        | TBS                | Główna rola                       |
| 2006 | Honto ni Atta Kowai Hanashi: Summer Special 2006 (夏の特別編 2006)                                                       | Arisa Kubo                               | Fuji TV            | Główna rola, jednoodcinkowa drama |
| 2006 | Densha Otoko Derakkusu: Saigo no Seisen (電車男DELUXE 最後の聖戦)                                                        | Aoi Yamada, młodsza siostra Tsuyoshiego  | Fuji TV            | Jednoodcinkowa drama              |
| 2006 | Teppan Girl Akane !! (鉄板少女アカネ!!)                                                                                  | Akane Kagura                             | TBS                | Główna rola                       |
| 2007 | Seito Shokun! (生徒諸君!)                                                                                                | Juria Kimura                             | TV Asahi           | Główna rola                       |
| 2007 | Hanazakari no kimitachi e (花ざかりの君たちへ ～イケメン♂パラダイス～)                                                   | Mizuki Ashiya                            | Fuji TV            | Główna rola                       |
| 2007 | Deru toko demasho! (出るトコ出ましょ！)                                                                                  | Shizuka Kamei                            | Fuji TV            | Główna rola, jednoodcinkowa drama |
| 2007 | Galileo (ガリレオ) | Remi Morisaki, uczennica szkoły średniej | Fuji TV            | Odc. 6                            |
| 2008 | Atsuhime (篤姫) | Księżniczka Chikako Kazunomiya/ Seikanin | NHK                | Taiga drama                       |
| 2008 | Tôkyô daikûshû (東京大空襲)                                                                                              | Haruko Sakuragi                          | NTV                | Główna rola                       |
| 2008 | Hanazakari no Kimitachi e Special (花ざかりの君たちへ イケメン♂パラダイス～卒業式＆７1/2話スペシャル～)                  | Mizuki Ashiya                            | Fuji TV            | Główna rola, jednoodcinkowa drama |
| 2008 | Innocent Love (イノセント・ラヴ)                                                                                         | Kanon Akiyama                            | Fuji TV            | Główna rola                       |
| 2008 | Danso no Reijin (男装の麗人 ～川島芳子の生涯～)                                                                          | Yoshiko Yamaguchi / Kouran Ri            | TV Asahi           | Jednoodcinkowa drama              |
| 2009 | Chance! (チャンス！) | Tamaki Kawamura                          | Fuji TV            | Główna rola                       |
| 2009 | Atashinchi no Danshi (アタシんちの男子)                                                                                  | Chisato Mineta                           | Fuji TV            | Główna rola                       |
| 2010 | Tokujo Kabachi!! (特上カバチ!!)                                                                                          | Misuzu Sumiyoshi                         | TBS                | Główna rola                       |
| 2010 | Wagaya no Rekishi (わが家の歴史)                                                                                         | Namiko Yame                              | Fuji TV            | Główna rola                       |
| 2010 | Kikoku (歸國) | Młoda Youko Kasai                        | TBS                | Główna rola, jednoodcinkowa drama |
| 2010 | Yonimo kimyo na monogatari 20th anniversary special fall 2010 (世にも奇妙な物語 20周年スペシャル・秋 ～人気作家競演編～) | Kuniko Kagawa                            | Fuji TV            | Główna rola, jednoodcinkowa drama |
| 2011 | Umareru (生まれる。) | Manami Hayashida                         | TBS                | Główna rola                       |
| 2011 | Furusato ~Musume no Tabidachi~ (故郷 〜娘の旅立ち〜)                                                                     | Chizuru Saeki                            | Fuji TV            | Główna rola, jednoodcinkowa drama |
| 2011 | The Yellow Handkerchief (幸福の黄色いハンカチ)                                                                           | Akemi Ogawa                              | NTV                | Główna rola, jednoodcinkowa drama |
| 2012 | Umechan Sensei (梅ちゃん先生)                                                                                            | Umeko Shimomura                          | NHK                | Główna rola, asadora              |
| 2012 | Umechan Sensei: Kekkon Dekinai Otoko to Onna Special (梅ちゃん先生～結婚できない男と女スペシャル～)                      | Umeko Shimomura                          | NHK                | Główna rola                       |
| 2013 | ATARU Special - Challenge from New York! (ATARU スペシャル〜ニューヨークからの挑戦状!!〜)                                | Madoka Carolina Alessandro               | TBS                | Odc. 2                            |
| 2013 | Miss Pilot (ミス・パイロット)                                                                                            | Haru Tezuka                              | Fuji TV            | Główna rola                       |
| 2014 | Oyaji no Senaka (おやじの背中)                                                                                           | Marui Mifuyu                             | TBS                | Główna rola, odc. 5               |
| 2014 | Jigoku Sensei Nube (地獄先生ぬ～べ～)                                                                                    | Akari Arimura                            | NTV                | Główna rola                       |
| 2014 | Higanbana - Women's Crime File (ヒガンバナ～女たちの犯罪ファイル～)                                                      | Nagisa Kinomiya                          | NTV                | Główna rola, jednoodcinkowa drama |
| 2014 | Kiri no Hata (霧の旗) | Kiriko Yanagida                          | TV Asahi           | Główna rola, jednoodcinkowa drama |
| 2015 | Masshiro (まっしろ) | Akari Arimura                            | TBS                | Główna rola                       |
| 2015 | Tsuma to Tonda Tokkouhei (妻と飛んだ特攻兵)                                                                              | Fusako Yamauchi                          | TV Asahi           | Główna rola, jednoodcinkowa drama |
| 2016 | Whispers From A Crime Scene (ヒガンバナ～警視庁捜査七課～)                                                               | Nagisa Kinomiya                          | NTV                | Główna rola                       |
| 2016 | Kaitō Yamaneko (怪盗山猫)                                                                                                | Nobuko                                   | NTV                | Odc. 6                            |

### Filmy
| Rok  | Tytuł                                                                                            | Rola                       | Uwagi       |
| ---- | ------------------------------------------------------------------------------------------------ | -------------------------- | ----------- |
| 2003 | Cosmic Rescue (Cosmic Rescue: The Moonlight Generations)                                         | Aya Mochizuki              |             |
| 2003 | Seventh Anniversary (セブンス アニバーサリー)                                                    | Natsuo                     |             |
| 2004 | Schowek (渋谷怪談)                                                                               | Ayano Kubo                 |             |
| 2004 | Schowek 2 (渋谷怪談2)                                                                            | Ayano Kubo                 |             |
| 2004 | Winning Pass (ウィニング・パス)                                                                  |                            | Główna rola |
| 2004 | Crying Out Love in the Center of the World (世界の中心で、愛をさけぶ)                            | Młoda Haruko Kunimura      |             |
| 2004 | Tales of Terror: Haunted Apartment (怪談新耳袋 劇場版)                                           |                            | Główna rola |
| 2004 | Wizje (予言)                                                                                     | Sayuri Wakakubo            |             |
| 2005 | Gyakkyo nine (逆境ナイン)                                                                        | Akiko Tsukita              |             |
| 2005 | Hinokio (HINOKIO ヒノキオ)                                                                       | Eriko Akishima             |             |
| 2005 | Shinku (深紅)                                                                                    | Akiba Yukihiko             |             |
| 2005 | Tu zawsze świeci słońce (ALWAYS 三丁目の夕日)                                                    | Mutsuko Hoshino            |             |
| 2006 | Mobile Detective: The Movie (ケータイ刑事（デカ) THE MOVIE バベルの塔の秘密～銭形姉妹への挑戦状) | Mai Zenigata               | Główna rola |
| 2006 | Haru no ibasho (春の居場所)                                                                      | Meiko Kashio               | Główna rola |
| 2006 | Trick: The Movie 2 (トリック 劇場版2)                                                            | Misako Nishida             |             |
| 2006 | Nieodebrane połączenie 3 (着信アリ ファイナル)                                                   | Asuka Matsuda              | Główna rola |
| 2007 | Argentine Hag (アルゼンチンババア)                                                               | Mitsuko Wakui              | Główna rola |
| 2007 | Kimi no Yubisaki (きみのゆびさき)                                                                | Makita                     | Główna rola |
| 2007 | Last Words (私。恋した)                                                                          | Nagisa                     | Główna rola |
| 2007 | Always: Sunset on Third Street 2 (ALWAYS 続・三丁目の夕日)                                       | Mutsuko Hoshino            |             |
| 2008 | Tokyo Boy (東京少年)                                                                             | Minato                     | Główna rola |
| 2008 | Kurosagi (Eiga: Kurosagi)                                                                        | Tsurara Yoshikawa          | Główna rola |
| 2010 | Memoirs of a Teenage Amnesiac (誰かが私にキスをした)                                             | Naomi Sukuse               | Główna rola |
| 2010 | The Lady Shogun and Her Men (大奥 ＜男女逆転＞)                                                  | Onobu                      |             |
| 2011 | Into The White Night (白夜行)                                                                    | Yukiho Karasawa            | Główna rola |
| 2011 | Korede iinoda! Eiga Akatsuka Fujio (これでいいのだ!! 映画★赤塚不二夫)                            | Hatsumi Takeda             | Główna rola |
| 2012 | Always 3 chôme no yûhi '64 (ALWAYS 三丁目の夕日'64)                                              | Mutsuko Hoshino            | Główna rola |
| 2013 | Wydział do spraw gościnności (県庁おもてなし課)                                                  | Taki Myojin                | Główna rola |
| 2013 | Ataru: the First Love & the Last Kill (劇場版 ATARU THE FIRST LOVE＆THE LAST KILL)               | Madoka Carolina Alessandro | Główna rola |
| 2013 | My Little Sweet Pea (麦子さんと)                                                                 | Mugiko Koiwa               | Główna rola |
| 2014 | A Samurai Chronicle (蜩ノ記)                                                                     | Kaoru Toda                 | Główna rola |

## Nagrody i nominacje
| Rok  | Ceremonia                                                | Kategoria                                        | Nominowany                       | Rezultat  | Przy.  |
| ---- | -------------------------------------------------------- | ------------------------------------------------ | -------------------------------- | --------- | ------ |
| 2005 | Festiwal Filmowy w Jokohamie                             | Najlepszy Debiutant                              | Tu zawsze świeci słońce          | Wygrana   | [ 5 ]  |
| 2006 | Nagrody Japońskiej Akademii Filmowej                     | Debiut Roku                                      | Tu zawsze świeci słońce          | Wygrana   | [ 6 ]  |
| 2006 | Nagrody TV Life Drama                                    | Najlepsza Aktorka Drugoplanowa                   | Nobuta wo Produce                | Wygrana   | [ 7 ]  |
| 2006 | Nagrody Élan d’Or                                        | Debiutant Roku                                   | Maki Horikita                    | Wygrana   | [ 8 ]  |
| 2006 | MTV Student Voice Awards                                 | Najlepsza Nastoletnia Aktorka                    | Maki Horikita                    | Wygrana   | [ 9 ]  |
| 2007 | The Beauty Week Award                                    | The Best of Beauty                               | Maki Horikita                    | Wygrana   | [ 10 ] |
| 2007 | Nagrody Vogue Nippon                                     | Kobieta Roku                                     | Maki Horikita                    | Wygrana   | [ 11 ] |
| 2008 | Nagrody TV Life Drama                                    | Najlepsza Aktorka                                | Hanazakari no kimitachi e        | Wygrana   | [ 7 ]  |
| 2008 | Nagrody Nikkan Sports Drama Grand Prix                   | Najlepsza Aktorka                                | Hanazakari no kimitachi e        | Wygrana   | [ 12 ] |
| 2008 | Nagrody Japońskiej Akademii Filmowej                     | Najlepsza Aktorka Drugoplanowa                   | Always: Sunset on Third Street 2 | Nominacja | [ 13 ] |
| 2008 | Cotton USA Awards                                        | Miss Cotton USA                                  | Maki Horikita                    | Wygrana   | [ 14 ] |
| 2008 | Japońska Nagroda dla Najlepiej Wyglądających w Biżuterii | Najlepsza Osoba Nosząca Biżuterię                | Maki Horikita                    | Nominacja | [ 15 ] |
| 2009 | Nagrody Vogue Nippon                                     | Najlepsza Osoba Wyglądająca w Skórze             | Maki Horikita                    | Wygrana   | [ 11 ] |
| 2010 | Nagroda Ms. Lily                                         | Miss Lily 2010                                   | Maki Horikita                    | Wygrana   | [ 16 ] |
| 2010 | Gold Dream Awards                                        | Kategoria Kultura i Rozrywka                     | Maki Horikita                    | Wygrana   | [ 17 ] |
| 2012 | Nagrody Nikkan Sports Drama Grand Prix                   | Najlepsza Aktorka                                | Umechan Sensei                   | Wygrana   | [ 12 ] |
| 2012 | Nagrody za Najlepszą Koordynację Pióra Wiecznego         | Nagroda za Najlepszą Koordynację Pióra Wiecznego | Maki Horikita                    | Wygrana   | [ 18 ] |
| 2013 | Beauty Person of The Year                                | Kategoria Aktorka                                | Maki Horikita                    | Wygrana   | [ 19 ] |